# Время в немецком языке
Время в немецком языке — это грамматическая категория глагола, выражающая временные отношения событий к определённому моменту времени: например, к моменту речи или к моменту совершения другого действия. Существует три временных ступени: настоящее (die Gegenwart), прошедшее (die Vergangenheit) и будущее время (die Zukunft). Шесть временных форм немецкого языка — Präsens, Präteritum, Perfekt, Plusquamperfekt, Futur I и Futur II — отражают каждую из них. По образованию временные формы можно классифицировать на простые и сложные. Простое время предполагает простую (односложную) конструкцию, сложное — состоящую из основного и вспомогательного глаголов.

## Временные ступени
Временные ступени показывают, к какому моменту времени относится действие. В связи с этим принято выделять:
- Настоящее время — действие происходит именно сейчас, в данный момент;
- Прошедшее время — действие уже произошло когда-либо (независимо от того, имеет ли оно последствия в настоящем);
- Будущее время — действие произойдёт через какой-то промежуток времени, начиная с настоящего момента.

Для того чтобы определить точку отсчёта, определяющую время одного действия относительно множества других действий, принято выделять абсолютное и относительное время. Абсолютное время предполагает, что действие происходит в момент речи, произошло до него или ещё произойдёт: Ich gebe dir mein Buch — Ich gab dir mein Buch — Ich werde dir mein Buch geben. Относительное время предполагает, что имело место два или более действий, причём одно опирается на другое как на отправную точку. Эта зависимость может выражаться в последовательности или одновременности этих действий:
- Последовательность — одно действие предшествует другому, то есть должны употребляться различные формы для выражения отношения (например, Er wird böser werden, wenn diese Nachricht gehört hat — Он ещё больше разозлится, когда услышит эту новость);
- Одновременность — все действия относятся к одной ступени и выражаются одними временными формами (например, Ich weiß, was du denkst — Я знаю, о чём ты думаешь).

## Временные формы
Präsens — это простое настоящее время, которое передаёт действие, происходящее в данный момент, постоянное или повторяющееся действие. Оно образуется из основы инфинитива глагола с применением личного окончания:
Ich liebe — du liebst — er liebt — wir lieben — ihr liebt — sie lieben
В некоторых случаях глаголы не поддаются общим правилам образования временной формы: глаголы sein, werden и модальные глаголы имеют свои правила склонения; слабые глаголы, основы которых оканчиваются на согласные t, d и сочетания chn, ffn, dn, tm, gn разделяются через согласную -e-; сильные глаголы с корневой гласной -a- принимают умлаут; и так далее.
Präteritum (Imperfekt) — это простое прошедшее время, употребляемое чаще в повествовании, диалогах, показывающее, что действие происходило когда-либо в прошлом. Präteritum, как и Präsens, образуется путём присоединения личного окончания к основе второй формы глагола. У слабых глаголов эта форма образуется при помощи суффикса -(e)te-: rauchen — rauchte, räuben — räubte. Для сильных глаголов существуют свои правила: kommen — kam, sehen — sah.
Perfekt — сложное прошедшее время, которое также служит для передачи события в прошедшем времени. Используется в разговорной речи. Perfekt образуется из смыслового глагола в Partizip II и вспомогательных глаголов haben или sein в форме Präsens:
Ich bin so schnell gegangen. Mein Bruder hat das für mich gemalt.
Plusquamperfekt — сложное прошедшее время, которое обозначает завершённое в прошлом или давно происходившее действие. Образуется, как и Perfekt, при помощи вспомогательного глагола и смыслового глагола в форме Partizip II, но отличается временем вспомогательных глаголов — haben и sein принимают форму Präteritum:
Wir waren so gut eingeschlafen. Du hattest alles recht getan.
Futur I и Futur II — сложные будущие времена. Первое выражает будущность действия и образуется при помощи вспомогательного глагола werden в настоящем времени и смыслового глагола в Infinitiv I. Второе время на сегодняшний день практически не употребляется. Оно образуется при помощи того же вспомогательного глагола и Infinitiv II:
Dieses Auto wird wie ein Vogel fliegen. Wenn du es geschafft haben wirst, werde ich nicht mehr bei dir.